# Kreuzberg (Rhön)
 For alternative betydninger, se Kreuzberg. (Se også artikler, som begynder med Kreuzberg)
Kreuzberg er et bjerg i Rhönbjergene i det nordlige Bayern i Tyskland. Det har en højde på 928 meter over havet og og kaldes «det hellige bjerg i Franken» og ligger ved byen Bischofsheim an der Rhön i Landkreis Rhön-Grabfeld. Kreuzberg ligger i Naturpark Bayerische Rhön som er en del af Biosfærereservat Rhön.
Kreuzberg tiltrækker mange turister, både sommer og vinter, og tre skilifter tager skiturister til toppen på nordsiden af bjerget. Der er også en kælkebane på Kreuzberg.
En af hovedattraktionerne på bjerget er klosteret som ligger på toppen, og som opsøges af pilgrimme; der er årligt 70-80 valfarter til klosteret. Klosteret er kendt for øllet som blev brygget her frem til 1985. Munkene serverer stadig øl, men i dag brygges det i et bryggeri i Bischofsheim.